# Paweł Kocur
Paweł Kocur, ros. Павел Коцур (ur. 3 stycznia 1974 w Celinogradzie) – kazachski szachista, trener (FIDE Senior Trainer od 2014) i sędzia szachowy (International Arbiter od 2014), arcymistrz od 1996.

## Kariera szachowa
Od powstania Kazachstanu (w 1991) jest podstawowym zawodnikiem reprezentacji kraju. W latach 1994–2008 sześciokrotnie wystąpił w olimpiadach szachowych (w tym dwa razy na pierwszej szachownicy) oraz trzykrotnie w drużynowych mistrzostwach Azji, zdobywając dwa medale: srebrny wraz z zespołem w roku 1999 w Shenyangu oraz brązowy za indywidualny wynik na drugiej szachownicy w roku 2003. Poza tym w 1997 zagrał na pierwszej szachownicy Kazachstanu w drużynowych mistrzostwach świata, rozegranych w Lucernie. Trzykrotnie brał udział w rozgrywanych systemem pucharowym turniejach o mistrzostwo świata, za każdym razem przegrywając swoje mecze w pierwszych rundach: w 1999 z Siergiejem Dołmatowem, w 2001 z Leinierem Domínguezem, a w 2004 z Darmenem Sadwakasowem. W 2005 wziął również udział w pucharze świata, ale w I rundzie wyeliminowany został przez Arkadija Naiditscha.
W 1992 reprezentował swój kraj na rozegranych w Duisburgu mistrzostwach świata juniorów do lat 18, zajmując miejsce pod koniec drugiej dziesiątki. W 1993 podzielił I miejsce w turnieju First Saturday (FS12 IM-B) w Budapeszcie. W 1995 triumfował w Kurganie i Ałmaty (wraz z Aleksandrem Fominychem), w 1997 podzielił I miejsce (wraz ze Stanisławem Wojciechowskim, Wołodymyrem Małaniukiem i Aleksandrem Waulinem) w otwartym turnieju eliminacyjnym z cyklu Puchar Rosji w Smoleńsku, a w 1999 powtórzył to osiągnięcie (m.in. wraz z Rusłanem Szczerbakowem, Aleksandrem Łastinem i Jewgienijem Najerem) w Tule. W tym samym roku zwyciężył również w openie w Nowogrodzie Wielkim oraz osiągnął duży sukces, zajmując I miejsce w finałowym turnieju o Puchar Rosji, rozegranym w Jekaterynburgu. W 2001 podzielił I miejsca w Dubaju (m.in. wraz z Karenem Asrianem, Jaanem Ehlvestem, Aleksandrem Motylowem, Jewgienijem Władimirowem i Aleksiejem Aleksandrowem) oraz Hamburgu (m.in. wraz z Klausem Bischoffem i Vasiliosem Kotroniasem). W 2002 zdobył w Pawłodarze tytuł indywidualnego wicemistrza Kazachstanu, zwyciężył również (wraz z Petrem Kostenką) w Uralsku. W 2003 podzielił I miejsce (wraz z Jewgienijem Władimirowem) w turnieju strefowym w Pawłodarze, natomiast w 2004 osiągnął jeden z największych sukcesów w karierze, dzieląc I miejsce (m.in. wraz z Aleksiejem Driejewem, Loekiem van Welym i Şəhriyarem Məmmədyarovem) w turnieju Aerofłot Open w Moskwie; podzielił również I miejsce w Nowym Delhi. W 2006 znalazł się wśród pięciu zwycięzców kolejnego openu rozegranego w Hajdarabadzie oraz zdobył srebrny medal w mistrzostwach kraju.
Uwaga: Lista sukcesów niekompletna (do uzupełnienia od 2007 roku).
Najwyższy wynik rankingowy w dotychczasowej karierze osiągnął 1 lipca 2004; mając 2607 punktów, zajął wówczas 3. miejsce (za Jewgienijem Władimirowem i Darmenem Sadwakasowem) wśród szachistów kazachskich.